# Pristimantis duellmani
Pristimantis duellmani är en groddjursart som först beskrevs av Lynch 1980.  Pristimantis duellmani ingår i släktet Pristimantis och familjen Strabomantidae. IUCN kategoriserar arten globalt som sårbar. Inga underarter finns listade i Catalogue of Life.